# Đội tuyển Davis Cup Qatar
Đội tuyển Davis Cup Qatar đại diện Qatar ở giải đấu quần vợt Davis Cup và được quản lý bởi Liên đoàn quần vợt Qatar.
Qatar hiện tại thi đấu ở Nhóm III khu vực châu Á/Thái Bình Dương. Đội từng vô địch Nhóm III năm 1994 và 1997.

## Lịch sử
Qatar lần đầu tiên tham gia Davis Cup vào năm 1992.

## Đội hình hiện tại
- Mubarak Shannan Zayid
- Mousa Shanan Zayed
- Jabor Mohammed Ali Mutawa
- Ali Al-Saygh